# 宮崎県の市町村歌一覧
宮崎県の市町村歌一覧（みやざきけんのしちょうそんかいちらん）は、日本の宮崎県に属する市町村で制定されている、もしくは過去に制定されていた市町村歌などの自治体歌やそれに準じた楽曲の一覧である。なお、一覧の順序は全国地方公共団体コード順による。

## 概説
宮崎県では平成の大合併以前の1990年代の時点で県内の9市全てが市歌を制定していた。平成の大合併で新設合併方式を採ったのは日南市、小林市、都城市の3市であるが、2015年（平成27年）3月に都城市が3代目の市歌を制定したことにより再び全ての市で市歌が出揃っている。
町村部でも制定率は全国平均より高く、過半数の町村で町村歌が制定されている。

## 市部
宮崎市
- 南国の街 宮崎市[1] - 1974年（昭和49年）4月1日制定

作詞：渡辺千万 作曲：橋本睦生
市制50周年記念。2代目の市歌である。
- 太陽のまち[2] - 2014年（平成26年）発表

作詞・作曲：松浦梓 補作：大城光恵 編曲：小玉竜三
市制90周年記念イメージソング。
都城市
- 希望にみちて -都城市歌-[3] - 2015年（平成27年）3月25日制定

作詞：石原一輝 補作：都城市市歌選定委員会 作曲：新実徳英
合併10周年記念。3代目（新設合併後の都城市としては初代）の市歌である。
延岡市
- 延岡市歌[4] - 1963年（昭和38年）2月11日制定

作詞：橘よね子（1・2・4番）、渡部卓明（3番） 作曲：柳田育秀
市制30周年記念。2013年（平成25年）に市制80周年と北浦町・北方町・北川町の編入合併を記念して、従来の3番を4番に移動し新3番を追加した。
- 延岡市民歌[5] - 1963年（昭和38年）2月11日制定

作詞：西村巌 作曲：柳田育秀
市制30周年を記念し、市歌と同時に制定。「市民歌」を冠する楽曲としては2代目であり、現在も市歌と並立している。
日南市
- 日南市歌[6] - 2010年（平成22年）制定

作詞：川野美智代、野崎チエ子 補作・作曲：服部克久
2代目（新設合併後の日南市としては初代）の市歌である。
小林市
- ふるさと ゆめ 未来[7] - 2012年（平成24年）9月2日制定

作詞：朝倉修 補作：小林市市歌検討委員会 作曲：昌角明
2代目（新設合併後の小林市としては初代）の市歌である。
日向市
- 日向市歌[8] - 1961年（昭和36年）4月1日制定

作詞：中村地平、黒木淳吉 作曲：植村亨
西都市
- 西都市民歌[9]

作詞：比江島重孝 作曲：高木東六
串間市
- 串間市歌[10] - 1964年（昭和39年）7月20日制定

作詞：井上美都夫 作曲：松本寛郎
えびの市
- えびの市民歌[11] - 1980年（昭和55年）2月1日制定

作詞：浅川忠五郎 補作：黒木淳吉 作曲：吉田正 編曲：寺岡真三

## 町村部
北諸県郡三股町
- 三股町民歌 - 1958年（昭和33年）6月制定[12]

町民音頭「三股音頭」と同時に制定。
- 三股町讃歌 - 1973年（昭和48年）5月制定[12]

作詞：八反ふじを 作曲：青江ひとみ
町民愛唱歌。新民謡「三股ばやし」と同時に制定。
西諸県郡高原町
- 高原町民歌 - 1964年（昭和39年）制定

作詞：八反ふじを 作曲：関野幾生
町制30周年記念。
東諸県郡国富町
- 国富町民歌 - 1977年（昭和52年）制定

作詞：中山貫次 作曲：川口晃
東諸県郡綾町
- 綾町民歌[13]

作詞：阿満英俊 作曲・編曲：白石十四男
- 綾賛歌[13]

作詞：中村安熊 作曲者不詳 編曲：白石十四男
- Shining leaf story - 2012年（平成24年）発表

作詞：川野武文 作曲：日高慶典
国際連合教育科学文化機関（UNESCO）生物圏保護区（エコパーク）認定記念テーマソング。
児湯郡高鍋町
- 高鍋町民歌[14] - 1966年（昭和41年）10月1日制定

作詞：長谷善晴 補作詞：安田尚義 作曲：大蔵貞人 補作曲：海老原直
児湯郡新富町
- 新富町民歌

児湯郡西米良村
- 西米良村歌

児湯郡木城町
- 木城町民歌

児湯郡川南町
- 川南町歌[15] - 1953年（昭和28年）制定

作詞：中村正雄 作曲：海老原直
町制施行記念。
児湯郡都農町
- 都農町民歌

作詞：大崎清 作曲：高野たけし
東臼杵郡門川町
- 門川町民歌 - 1985年（昭和60年）制定

作詞：黒木淳吉 作曲：櫻田誠一
町制50周年記念。
東臼杵郡諸塚村
- 山よ![16] - 1989年（平成元年）発表[17]

作曲：大城光恵
村イメージソング。
東臼杵郡椎葉村
- 夢織りの里[18]

作詞・作曲：小坂恭子
村イメージソング。
東臼杵郡美郷町
- 美郷町歌 〜輝いて〜[20] - 2016年（平成28年）1月制定

作詞：岡部剛機 作曲：美郷町歌制作委員会
合併10周年記念。
- 美郷・夢郷[21] - 2016年（平成28年）1月制定

作詞：松島賢一 補作詞・作曲：宇崎竜童
町歌と同時に選定。
西臼杵郡高千穂町
- 高千穂町歌[22] - 1951年（昭和26年）11月2日制定

作詞：小野田順子 作曲：中山晋平
西臼杵郡日之影町
- 日之影町民歌

西臼杵郡五ヶ瀬町
- 五ヶ瀬音頭

## 廃止された市町村歌
宮崎市
- 宮崎市歌（初代） - 1942年（昭和17年）2月11日制定

作詞：長渡政男 作曲・佐藤禎二
初代の市歌である。歌詞の内容から戦後は演奏されなくなった。
都城市
- 都城市歌（初代） - 1932年（昭和7年）制定[23]

作詞：富松良夫 作曲：陸軍戸山学校軍楽隊
- 都城市歌（2代目） - 1954年（昭和29年）4月1日制定[23]

作詞：富松良夫 作曲：園山民平
市制30周年記念。
- 市民の歌 - 1964年（昭和39年）制定

作詞：坂元彦太郎 作曲：紙恭輔
市制40周年記念市民愛唱歌。
- ウェルネス・ウェルカム - 1992年（平成4年）発表

作詞：加藤洋子、都城市 作曲：中山大三郎
「ウェルネス都市宣言」イメージソング。
延岡市
- 延岡市歌（初代） - 1935年（昭和10年）9月制定

選定：八波則吉 作曲：陸軍戸山学校軍楽隊
初代の市歌である。
- 延岡市民歌（初代） - 1948年制定

作詞：鈴木睦穂 作曲者不詳
初代の市民歌である。旧市歌とは現行の2代目市歌・市民歌制定まで並立していた。
日南市
- 日南市歌（旧）[24]

作詞：中村地平・長嶺宏 作曲：船村徹
初代（新設合併前の旧市）の市歌である。
小林市
- 小林市民歌

作詞：向井芳久 補作：黒木清次 作曲：金堀伸夫
初代（新設合併前の旧市）の市歌である。
北那珂郡北郷町
- 北郷町歌

作詞：落合正行 作曲：海老原直